# Odontostoechus lethostigmus
Odontostoechus lethostigmus är en fiskart som beskrevs av Gomes, 1947. Odontostoechus lethostigmus ingår i släktet Odontostoechus och familjen Characidae. Inga underarter finns listade i Catalogue of Life.